# National Intelligence Resources Board
Das National Intelligence Resources Board (NIRB) war eine Institution der Central Intelligence Agency (CIA), die im Mai 1968 durch den Director of Central Intelligence (DCI) Richard Helms gegründet wurde. Eine ähnliche Institution, das United States Intelligence Board (USIB), war schon Anfang der 1950er Jahre gegründet worden in Bezug auf die Teilnahme der CIA im Bereich der Intelligence Community.
Die Motive zur Gründung des NIRB lagen darin, die Arbeit der CIA effektiver zu gestalten und die Kosten der Aktionen zu kontrollieren. Diese Aufgabe hatte schon der DCI John Alex McCone im Jahre 1963 mit der Gründung des National Intelligence Programs Evaluation Staff beabsichtigt.
Im Jahre 1968 führte Richard Helms einige Diskussionen mit dem stellvertretenden US-Verteidigungsminister Paul Nitze über die Aufgaben der Geheimdienste im Rahmen der Intelligence Community. Infolge dieser Besprechungen wurde das NIRB im Mai 1968 eingerichtet. Das NIRB setzte sich aus dem stellvertretenden Direktor der DIC (Deputy of DIC (DDIC)), dem Direktor der Defense Intelligence Agency (DIA), dem Leiter der Geheimdienstabteilung des US-Außenministeriums und dem Leiter des Bureau of Intelligence and Research des US-Außenministeriums zusammen.
Das NIRB sollte im Rahmen der Zuständigkeit und Verantwortung des DCI die effektive Koordination der auswärtigen Geheimdienste überprüfen. Dazu sollte auch festgestellt werden, von welcher Art die Anforderungen für diese Aufgaben benötigt wurden. Letztlich sollte damit die Effektivität der vier hauptsächlichen Geheimdienste der USA – also der CIA, der NSA, der DIA sowie der National Reconnaissance Office – überprüft werden.
Bis zum Jahre 1970 kam das NIRB zu elf Sitzungen zusammen und legte sieben Berichte vor. Obwohl das NIRB durch die bedeutenden Mitglieder einen großen Einfluss hätte ausüben können, wurden nur bedingt Revisionen der Programme und der Arbeitsweise der Geheimdienste ausgesprochen. So hatte zum Beispiel ein Hinweis auf die Auswertung der gesammelten Daten und ihrer analytischen Verwendung seitens der NSA keine große Wirkung.
Offensichtlich entmutigt, dass die Arbeit des NIRB keine erwarteten Erfolge zeigte, stellte Helms seine Bemühungen zur Steigerung der Effektivität der Geheimdienstprogramme ein. Das NIRB wurde daraufhin mit dem Intelligence Resources Advisory Committee (IRAC) fusioniert.

## Referenzen
- The Evolution of the U.S. Intelligence Community - An Historical Overview.
- Victor Marchetti, John D. Marks: The CIA and the Cult of Intelligence, New York 1974.
- Richard Helms: Corralling the Beast.